# Ховен (Јужна Дакота)
Ховен (енгл. Hoven) град је у америчкој савезној држави Јужна Дакота.

## Демографија
По попису из 2010. године број становника је 406, што је 105 (-20,5%) становника мање него 2000. године.
| Група             | 2000.       | 2010.       |
| Белци             | 505 (98,8%) | 395 (97,3%) |
| Афроамериканци    | 0 (0,0%)    | 0 (0,0%)    |
| Азијати           | 1 (0,2%)    | 3 (0,7%)    |
| Хиспаноамериканци | 2 (0,4%)    | 3 (0,7%)    |
| Укупно            | 511         | 406         |